# Puderzuckermethode

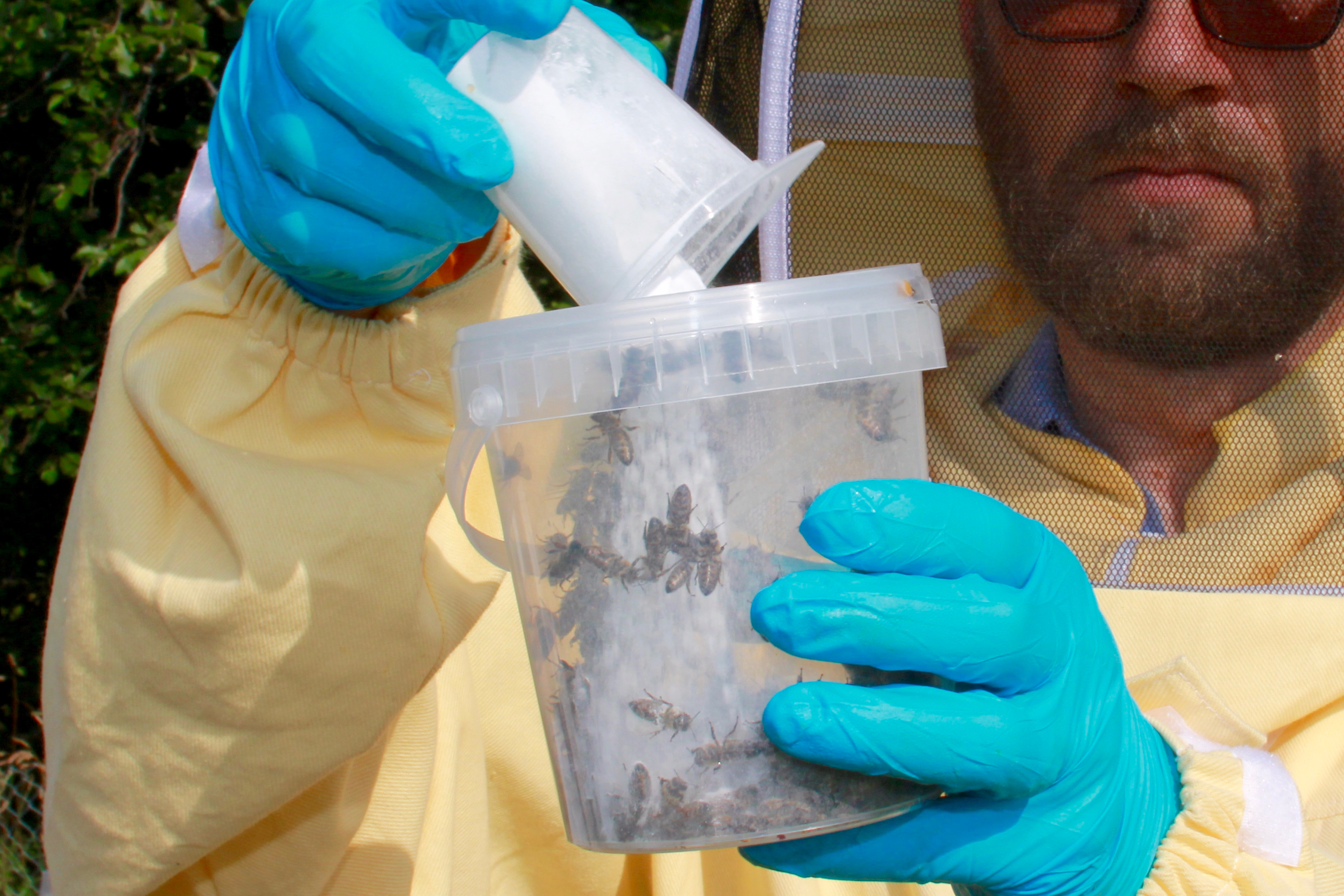
Puderzucker wird in den Schüttelbecher mit 500 Bienen geschüttet.

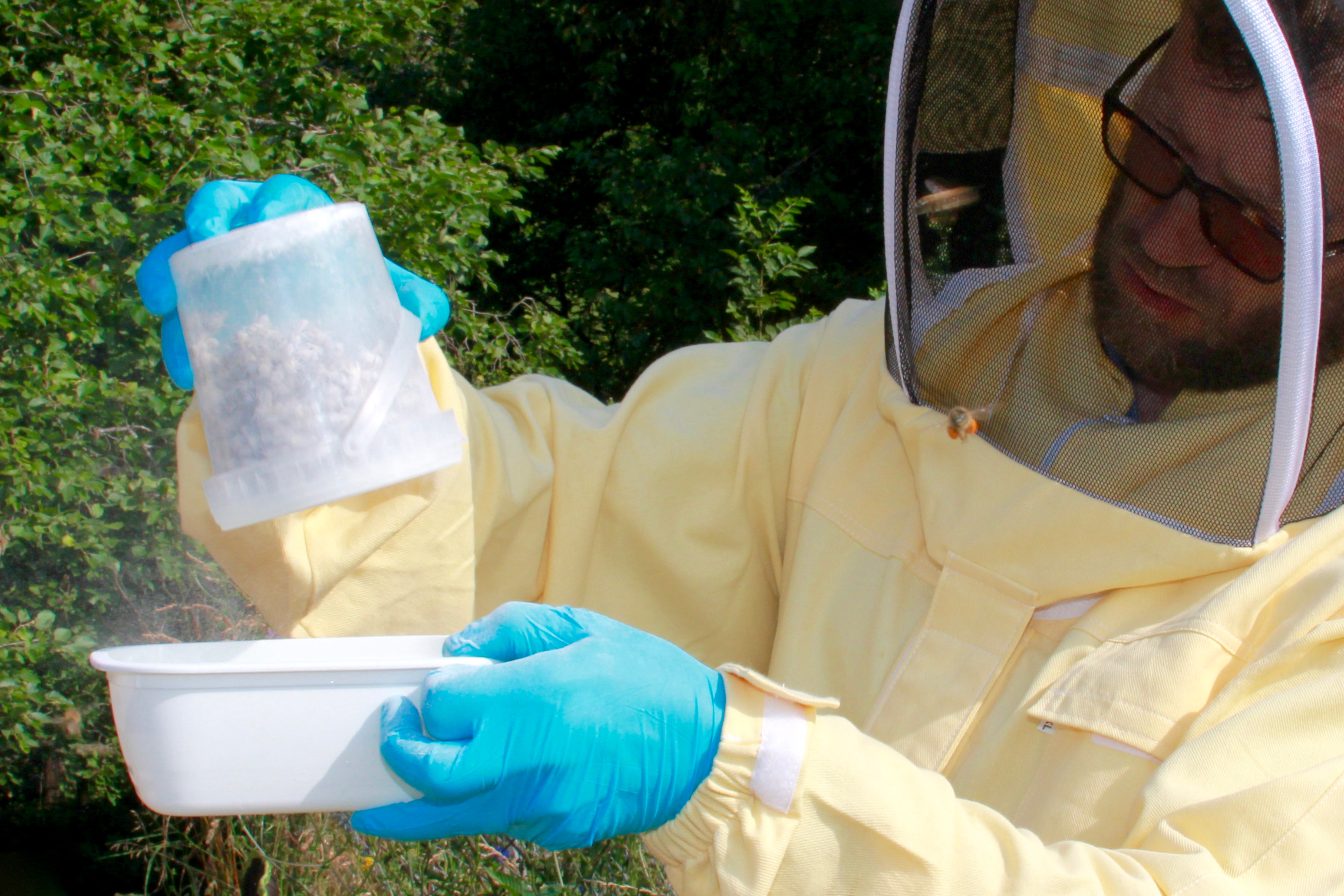
Wenn der Puderzucker in ein mit Wasser gefülltes weißes Plastikgefäß geschüttet wird, können die Varroa-Milben im Wasser gut gezählt werden.

Die Puderzuckermethode oder Staubzuckermethode ist eine bienenschonende Form der Bienenprobe zur Bestimmung des Varroamilbenbefallsgrades bei der Honigbiene.
Eine bestimmte Menge von erwachsenen Honigbienen wird dazu mit Puderzucker eingestäubt, wodurch die aufsitzenden, weiblichen Varroamilben den Halt verlieren und zusammen mit dem Puderzucker von den Bienen abgesiebt und ausgezählt werden können. Die Bienen werden bei dieser Form der Diagnose nicht abgetötet und können wieder in das Volk zurückgegeben werden.

## Geschichte
Schon seit den 1990er-Jahren wurden an verschiedenen Bieneninstituten Bienen zur Gewinnung lebender Varroamilben für die Forschung mit verschiedenen Stäuben eingepudert. Die Funktion der Apotelen (Haftstrukturen) an den Beinen der Varroamilben wird durch feine Stäube so stark beeinträchtigt, dass die Varroamilben den Halt auf dem Chitinpanzer der Honigbienen verlieren. Dazu wurden die verschiedensten Stäube verwendet, unter anderem Katzenstreu (Bentonit), Steinmehl, Talkum und Eierschalen. Diese Fremdsubstanzen hatten jedoch schädliche Auswirkungen auf die Bienen.
2011 präsentierte das deutsche Institut für Bienenkunde in Kirchhain die Bienenprobe mit Puderzucker als neue, bienenschonende Varroa-Befallsmessung.

## Verfahren
Für die Puderzuckermethode benötigt der Imker einen Schüttelbecher (750 ml) mit Messbecher (100 ml), eine saubere Plastikfolie, ein weißes Plastikgefäß mit Wasser und natürlich Puderzucker.
An einem trockenen Tag werden adulte Bienen aus dem Honigraum oder von einer unbebrüteten Randwabe entnommen und über der Plastikfolie abgestoßen. Die Folie wird schnell in der Hälfte gefaltet, damit die Bienen nicht davonfliegen, und an der Falz-Kante aufgestoßen. So können die Bienen in den Messbecher gefüllt werden, wobei 100 ml Bienenmasse 50 Gramm oder 500 Bienen entsprechen.
Für eine noch genauere Befallsmessung wiegt der Imker die lebenden Bienen im Schüttelbecher ohne Puderzucker und berechnet nach der Durchführung des Puderns den genauen Befallsgrad (Milben pro 10 Gramm Bienen).
Die Bienen aus dem Messbecher werden in den Schüttelbecher gefüllt und dieser mit dem Sieb-Deckel verschlossen. Nachdem der Imker einen halben Messbecher oder 35 Gramm trockenen Puderzucker durch den Sieb-Deckel in den Schüttelbecher gefüllt hat, wird der Schüttelbecher während drei Minuten drei Mal vorsichtig geschüttelt.
Anschließend wird der Puderzucker durch den Sieb-Deckel direkt in das mit Wasser gefüllte weiße Plastikgefäß herausgeschüttelt. Weil sich der Puderzucker sofort auflöst, können Varroa-Milben im Wasser gut gezählt werden. Die Bienen überstehen die Prozedur gut und werden über die Wabenschenkel in das Volk zurückgegeben, wo sie von Arbeiterinnen geputzt werden.

## Ermittlung der Schadschwelle
Die Schadschwelle des Varroabefalls kann mit der folgenden Tabelle ermittelt werden:
| Monat                                         | Mai / Juni            | Juli                        | August                       | September                    |
| --------------------------------------------- | --------------------- | --------------------------- | ---------------------------- | ---------------------------- |
| Vorerst ungefährdet                           |                       | bis 5 Milben (bis 1 %)      | bis 10 Milben (bis 2 %)      | bis 15 Milben (bis 3 %)      |
| Behandlung in nächster Zeit erforderlich      |                       | 5 bis 25 Milben (1 bis 5 %) | 10 bis 25 Milben (2 bis 5 %) | 15 bis 25 Milben (3 bis 5 %) |
| Schadschwelle überschritten, sofort behandeln | ab 10 Milben (ab 2 %) | ab 25 Milben (ab 5 %)       | ab 25 Milben (ab 5 %)        | ab 25 Milben (ab 5 %)        |

Die Anzahl der Milben bezieht sich auf 50 g Bienenmasse.
„Vorerst ungefährdet“ bedeutet, dass auf eine Sommerbehandlung verzichtet werden kann, wenn die Kontrolle im Abstand von vier bis sechs Wochen wiederholt wird, um eine Reinvasion zu erkennen.

## Schwäche der Puderzuckermethode
Damit die Puderzuckermethode genaue Ergebnisse liefert und die Bienen nicht im möglicherweise feuchten Puderzucker sterben, darf die Methode nur bei absolut trockenem Wetter mit absolut trockenem Puderzucker ohne Klumpen angewendet werden. Der Puderzucker muss sofort nach der Probenahme zugegeben werden, weil die Bienen im Schüttelbecher sonst Feuchtigkeit erzeugen und dadurch der Puderzucker feucht wird.

## Schwächen anderer etablierter Methoden
Andere etablierte Methoden zur Ermittlung des Varroabefalls haben folgende Nachteile:
- Bei der Gemülldiagnose wird der Milbenfall auf dem Boden der Bienenbeute bestimmt. Diese Methode ist von der Volksstärke und vom Brutgeschehen abhängig. Zudem ist eine bienen- und ameisendichte 'Windel' erforderlich, die den ganzen Boden bedecken muss, was nicht in allen Beuten ohne weiteres möglich ist. Das Resultat liegt erst nach einigen Tagen vor.
- Bei der Bienenprobe werden die Bienen 24 Stunden tiefgefroren und danach die Varroamilben mit einem handelsüblichen Handspülmittel ausgewaschen. Auch diese Methode ist von der Volksstärke und vom Brutgeschehen abhängig. Zudem ist das Auswaschen umständlich und die Bienen müssen abgetötet werden und das Resultat liegt erst nach 24 Stunden vor.
- Eine der Bienenprobe ähnliche Methode, bei der eine definierte Menge Bienen mit Alkohol behandelt und die Milben durch Schütteln und durch ein Sieb abgetrennt werden, liefert direkte Resultate, doch zusammen mit den Milben werden auch die Bienen abgetötet.

## Vorteile der Puderzuckermethode
Die Puderzuckermethode ermöglicht mit wenig Aufwand innerhalb weniger Minuten direkt am Bienenstand eine zuverlässige Befallsmessung, bei der keine Bienen abgetötet werden müssen.